# لبه تیغ (فیلم ۱۹۴۶)
لبه تیغ (انگلیسی: The Razor's Edge) فیلمی در ژانر درام به کارگردانی ادموند گولدینگ است که در سال ۱۹۴۶ منتشر شد.
این فیلم برنده جایزه اسکار بهترین بازیگر نقش مکمل زن توسط آن بکستر در سال ۱۹۴۶ شده است.

## بازیگران
- تایرون پاور
- جین تیرنی
- جان پاین
- آن بکستر
- کلیفتون وب
- هربرت مارشال
- لوسیل واتسون
- السا لنچستر
- فریتس کورتنر
- جان دیویدسون
- ماریو سیلتی
- سیسیل هامفریز
- فرد گراهام
- هری کُرت
- فرانک لاتیمور